# Pavel Mlinarič
Pavel pl. Mlinarič (madžarsko Mlinarics Pál), madžarsko-slovenski uradnik, okrajni glavar, namestnik velikega župana Železne županije plemič , * konec 17. stoletja, † 2. polovica 18. stoletja
Pavel pl. Mlinarič se je rodil kot sin Marina pl. Mlinariča in Judite pl. Luthar. Družini Mlinarič je Ferdinand III. leta 1655 potrdil starejše plemstvo, saj so v turških vojnah izgubili listine o svojih privilegijih. Opravljal je službo okrajnega glavarja - nadzoroval je večji del Prekmurja ki je spadalo po Železno županijo (v 19. stoletju se imenuje mursko-soboški okraj). Zatem je zasedel zelo ugledno mesto namestnika velikega župana Železne županije. Poročil se je z Rozalijo pl. Gabelich s katero je imel tri sinove.